# Plectranthias gardineri
Plectranthias gardineri is een straalvinnige vissensoort uit de familie van zaag- of zeebaarzen (Serranidae). De soort is voor het eerst wetenschappelijk beschreven in 1908 door C. Tate Regan. Regan deelde de soort in een nieuw geslacht Xenanthias in en noemde ze Xenanthias gardineri. De soort werd ontdekt in de Amiranten (Seychellen) tijdens de Percy Sladen Trust Expeditie van 1905 naar de Indische Oceaan onder leiding van John Stanley Gardiner, naar wie de soort werd genoemd.